# Польская социалистическая партия труда
Польская социалистическая партия труда (пол. Polska Socjalistyczna Partia Pracy; PSPP) — подпольная организация польских демократических социалистов 1980-х годов. Основана активистом рабочего протестного движения Эдмундом Балукой. Нелегально действовала в ПНР в 1981—1984. Выдвигала программу демократических преобразований, акцентировала социальные требования рабочих. Сотрудничала с профобъединением Солидарность и его подпольными структурами.

## Создание. Программа
Первое собрание Польской социалистической партии труда состоялось в Париже 2 марта 1980. Инициатором создания выступил польский политэмигрант Эдмунд Балука — вожак рабочих протестов в Щецине 1970/1971. Организационно-кадровую основу составила редакция издаваемого Балукой для польского подполья бюллетеня Szerszeń.
Программа PSPP формулировалась в 13 пунктах:
- свобода Польши

- ликвидация монополии ПОРП

- вывод советских войск из Польши

- роспуск репрессивных сил МВД, приравниваемых к СС и НКВД

- независимость профсоюзов от политических партий

- конституционное право на забастовку

- гарантии личной свободы, свободы ассоциаций и свободы собраний

- отмена цензуры, свобода печати, радио, телевидения

- создание рабочих советов на предприятиях

- изменение закона о выборах в Сейм

- внесение в Конституцию положения о том, что польская армия и правоохранительные органы не препятствуют демонстрациям и забастовкам

- обеспечение конституционной автономии университетов и других высших учебных заведений

- отмена неравноправных договоров Польши с СССР, а также решений Тегеранской, Ялтинской и Потсдамской конференций, нарушающих интересы Польши

Таким образом, основные положения программы PSPP носили общедемократический и национально-патриотический характер. Социалистическая тенденция проявлялась в акценте на профсоюзные права, особенно право на забастовку, и тезисе о производственном самоуправлении через полномочные рабочие советы.

## Партия и «Солидарность»
Через пять с половиной месяцев после учреждения PSPP в Польше начались исторические перемены. Беспрецедентная забастовочная волна в августе 1980 вынудила руководство ПОРП и правительство ПНР пойти на компромисс с протестным движением. Власти согласились на создание независимого профсоюза Солидарность.
По смыслу программа PSPP во многом совпадала с 21 требованием гданьского MKS и 36 требованиями щeцинского MKS — хотя формулировалась гораздо радикальнее и жёстче. Личная биография Балуки предрасполагала к возвращению в Польшу и включению в события. При этом в начале 1980-х в Польше, в том числе в оппозиционном движении, ещё были популярны левые, демосоциалистические идеи.
В апреле 1981 Эдмунд Балука перебрался в Польшу по поддельному французскому паспорту. Он вновь устроился рабочим Щецинской судоверфи имени Варского, примкнул к «Солидарности» и активно начал организовывать структуры PSPP. Наиболее заметная поддержка была встречена на судоверфи. Другие партийные организации возникли в Познани, Стараховице, Бельско-Бяле. Наиболее известными активистами партии являлись Эдмунд Балука, Франсуаза Бретон-Балука, Тадеуш Лихота, Анджей Липский, Генрик Мерникевич, Целина Буднер, Витольд Романовский, Тадеуш Шульц, Кшиштоф Сандер.
На фоне многомиллионной «Солидарности» масштабы партийной деятельности выглядели скромно. Выпускался «Вестник PSPP», велась агитация, создавались законспирированные ячейки. Партия призывала к борьбе за демократию и социализм, против бюрократической диктатуры аппарата ПОРП.

## Реакция
Власти ПНР реагировали с заметной тревогой. Оперативная разработка Балуки находилась на личном контроле министра внутренних дел генерала Кищака. Госбезопасность интенсивно пыталась внедрить агентуру в PSPP. Органы ПОРП характеризовали PSPP как «троцкистскую» и «националистическую» (одновременно). Повод для обвинений в троцкизме создавали связи Балуки с соответствующими структурами во Франции. Однако ни сама партия, ни Четвёртый интернационал не относили PSPP к троцкистскому движению.
Деятельность Польской социалистической партии труда была замечена и в СССР. Небольшая нелегальная организация представлялась советскими пропагандистскими структурами как могущественная («уже были отпечатаны партийные билеты») и опасная («эта партия должна была представлять „профсоюз“ после антисоциалистического переворота»). Показательно, что «антисоциалистический» характер приписывался организации, которая подчёркивала свою социалистичность во всём, начиная с названия. Это несоответствие вообще никак не объяснялось. Острая реакция на PSPP была по-своему закономерна: наибольшую тревогу у номенклатуры вызывали именно левые, социалистически ориентированные организации, обращавшиеся прежде всего к рабочему классу.

Польская социалистическая партия труда борется за то, чтобы слово «социализм» восстановило авторитет и уважение, которые окружали его раньше. Хотя это очень трудная задача после того, что совершил сталинизм в СССР, того, что сделала ПОРП в Польше, всего, устроенного представителями этого типа власти в Чехословакии, Румынии, Болгарии, ГДР или Венгрии.

Эдмунд Балука, выступление на суде в 1983

13 декабря 1981, при введении военного положения, Эдмунд Балука был интернирован и через полгода арестован. В 1983 суд приговорил лидера PSPP к пяти годам заключения по обвинению в попытке вооружённого свержения власти. Ещё раньше были осуждены на несколько лет Анджей Липский и Тадеуш Лихота, принимавшие участие в щецинских забастовках сопротивления декабря 1981, подверглись полицейским репрессиям и судебному преследованию Генрик Мерникевич и Витольд Романовский. Однако подпольная активность PSPP продолжалась. Окончательно ликвидировать партию органам госбезопасности удалось только в 1984.
В том же 1984 году Эдмунд Балука был амнистирован и вскоре снова уехал во Францию. Постепенно вышли из заключения все арестованные и осуждённые активисты PSPP.

## После перемен
В 1989 — год Круглого стола и начала смены общественно-политической системы в Польше — Эдмунд Балука вернулся на родину. Но восстановить партию не удалось — обстановка была другой, идеи социализма, даже в демократическом варианте, не пользовались сколько-нибудь широкой поддержкой.
Эдмунд Балука примкнул к профсоюзу Солидарность 80 во главе с Марианом Юрчиком, соратником по щецинским протестам 1970/1971. Социалист Балука и консерватор Юрчик сошлись на общей платформе рабочего движения, социальных приоритетов и «Щецинской традиции». Идейно-политические же установки Польской социалистической партии труда были в определённой степени восприняты партиями Солидарность труда и Уния труда.
Практически все тезисы программы PSPP, за исключением рабочего самоуправления, оказались выполнены в Третьей Речи Посполитой — но без принципиальной для партии социалистической составляющей.